# Tony Dolan
Anthony Michael Dolan, detto Tony, noto anche con lo pseudonimo di Demolition Man (Newcastle upon Tyne, 21 gennaio 1964), è un cantante e bassista inglese.
Musicista heavy metal noto soprattutto per aver militato nei Venom, dal 1989 al 1992, pubblicando con loro tre album studio e poi aver preso parte nel 2015 alla reunion di questa formazione incarnata nella band Venom Inc..

## Biografia

### Primi anni a Newcastle e trasferimento in Canada (1970)
Si avvicinò alla musica rock durante i primi anni ’70 a Newcastle quando per la prima volta nella sua vita vide suonare dal vivo band come gli Showaddywaddy e gli Slade a Newcastle upon Tyne. Dai primi anni ’70 visse in Canada con la sua famiglia ed un giorno andò alla Cobo Hall a Detroit, a vedere i Kiss senza sapere chi fossero. Tony conosceva band come gli Aerosmith, i Grand Funk Railroad, Neil Young e così quando andò a vedere i Kiss, pensò subito che quello fosse rock classico.

### Ritorno in Inghilterra (1979-1980)
Quando poi tornò in Inghilterra, era la fine degli anni ’70, e il punk era al top della sua rabbia. Allora i suoi capelli erano molto lunghi, aveva le toppe dei Kiss sulla mia giacca e a scuola i ragazzi gli dicevano: “Hey! Sei uno spostato? Ma che fai?” e lui rispondeva : “Ma come, non conoscete i Kiss? Gli Aerosmith?” e loro: “Cosa?! Noi ascoltiamo solo punk come Sex Pistols e Sham 69!”. Così Dolan divenne eccitato dal punk come entità musicale, anche se non aveva ancora considerato il fatto di suonare a fare dei tour fino a che non ebbe la sua illuminazione che giunse nel momento in cui andò a vedere una nuova band punk a Newcastle.
Nel 1979 un suo amico gli disse che la sua band avrebbe suonato come supporto per questa band, gli disse il loro nome, ma non li aveva mai sentiti nominare. Disse che dovevano essere bravi, una band punk con i capelli lunghi. Così accettò. Si sedettero al bar a bere, e il suo amico lo incoraggiò a vedere la band sotto al palco, così lui si avvicinò, le luci si spensero, ed iniziarono tutti a chiamarli: “Motörhead! Motörhead!”, le luci esplosero, e questi tre ragazzi con questi capelli e le cinture con i proiettili, e il loro sound colpirono il giovane Tony così tanto da influenzarlo a tal punto da dire semplicemente: “Wow! Devo essere lì sopra! Devo essere lì sopra e fare quello!” per vedere cosa si provasse a fare quelle stesse cose.
Durante i primi anni '80 visse a Wallsend, nell’area Tyne and Wear, cominciò a lavorare nei cantieri navali per un piccolo periodo quando lasciò la scuola. Tutta la mia famiglia lavorava nell'ambito delle costruzioni navali e dopo che l'industria venne chiusa nel nord dell'Inghilterra ricominciò a dedicarsi alla musica, ebbe anche l'opportunità di lavorare in teatro come tecnico e carpentiere, in particolare a Londra per la Royal Shakespeare Company con cui a un certo punto parì per un tour mondiale. Proprio in questa occasione sostituì uno degli attori e, nonostante le riserve iniziali, colse questa nuova opportunità, una sfida che la vita gli aveva regalato.
Abitava abbastanza vicino a Jeff Dunn (Mantas), ed anche a Conrad Lant (Cronos). In quel posto la scena funzionava conoscendo persone che a loro volta conoscevano altre persone. Jeff Dunn conobbe Paul Burke che fu il primo batterista dei Guillotine (pre-Venom) all’incirca quando aveva 16 anni e Paul e Tony conosceva la ragazza di Jeff.
Tony era in una band e Jeff era in un'altra. Intanto Tony vedeva questo ragazzo con gli stivali da cowboy camminare per la strada. Il fratello della ragazza di Jeff suonava la chitarra, di solito andava a casa di Tony a suonare e un giorno gli disse: “Andrò alla chiesa, c’è il ragazzo di mia sorella che suona con la sua band, vieni?” Allora andò. Aveva già visto Jeff Dunn da qualche altra parte e realizzò di averlo visto nel momento in cui quando sua madre andava a fare la spesa e prendeva la macchina dal garage e nel frattempo Jeff sorta di stazione di servizio lavorava insieme a suo zio, per aiutarlo. Lo conosceva di vista, anche se probabilmente Jeff non lo sapeva.
Successivamente Tony si recò alla Neat Records, che era lo studio di registrazione principale e lì fece i suoi primi incontri con i Raven, John Gallagher, i Tygers Of Pan Tang, David Wood che gestiva l'etichetta, Keith Nichol che era tecnico del suono e produttore e Conrad Lant che era tape-op (apprendista e aiutante di produzione). Conobbe anche Jeff Dunn di cui pensò subito che fosse una persona molto gradevole, con cui fosse facile andare d’accordo ed inoltre ammirava il modo appassionato con cui faceva le cose, scriveva e suonava.

### Atomkraft (1981-1985, 1987)
Avviò la sua band chiamata Moral Fibre insieme al suo amico Paul Spillett suonando musica punk rock e con il tempo la band ebbe diversi cambi di formazione e cambiò nome in Atomkraft, portando alla luce un album nel 1985 chiamato Future Warriors che vide nella formazione Rob Mathew alla chitarra e Ged "Wolf" Cook alla batteria (che era fratello del manager dei Venom, Eric Cook). Con gli Atomkraft registrò in seguito le demo Pour the Metal In (1985) e Your Mentor (1986) e, dopo una breve uscita dalla band nel 1986, tornò per prendere parte all'EP Conductors of Noize (1987).
Tony era un fan degli stessi Venom, che seguiva fin dai loro inizi e con i quali condivise sala prove e si trovò ad aprire anche i loro concerti sino al World Possession Tour del 1985 insieme agli Exodus. In quest'occasione rafforzò l'amicizia con il loro chitarrista Mantas e successivamente con il batterista Abaddon, tanto che quest'ultimo divenne tour manager degli Atomkraft nel 1987. In seguito lo stesso Abaddon chiamò Tony nel 1988 con la proposta di entrare negli stessi Venom per sostituire Cronos.
Il soprannome "Demolition Man" deriva da un episodio che riguardava un'esibizione degli Atomkraft dove Tony Dolan stava facendo un assolo di basso. Dopo essere salito su una piattaforma, tirò fuori tutti gli amplificatori e tutto esplose prendendo fuoco. Successivamente lui e i roadie tornarono indietro per mettere tutto a posto e spegnere le fiamme. Mentre il chitarrista della formazione degli Atomkraft dell'epoca, Steve White, parlava tranquillamente al microfono dicendo: «Signore e signori... THE DEMOLITION MAN!!».

### Entrata nei Venom (1989-1993)
Con i Venom registrò Prime Evil (1989) e si esibì al Marquee dove fu registrata la videocassetta Live '90 e successivamente tornò in studio per registrare Temples of Ice (1991) e The Waste Lands (1992). Dopo essere entrato in disaccordo su alcune pessime mosse non condivise riguardo alla promozione del materiale della band, la scelta degli artwork per le copertine degli album e dell'organizzazione dei tour che erano gestiti interamente da Abaddon e dal suo amico e manager della band, Eric Cook. Dopo che la band si trovò ad accettare organizzazioni per tour scadenti che non fecero altro che influenzare negativamente il successo degli album, Tony "Demolition Man" iniziò a pensare di lasciare la band.

### Carriera nel mondo del cinema (1995-2005)
Dopo aver lasciato i Venom tornò a lavorare nel campo cinematografico, prendendo parte nel cast di Dredd - La legge sono io (1995) e successivamente ha fatto anche degli spettacoli televisivi, teatro, pubblicità. Mentre stava aspettando di partecipare come tecnico nel musical We Will Rock You, ottenne anche una parte in Master & Commander - Sfida ai confini del mare (2003) con Russell Crowe e Peter Weir. A proposito di quest'esperienza Tony afferma: "E' stato tutto un po' pazzo. Appena finivo un lavoro ce ne era un altro ad aspettarmi, ad ogni ora, ma poi ho smesso di recitare. Mi sono concentrato davvero sulla band perché amo molto la musica".

### Reunion degli Atomkraft, M-Pire Of Evil e Venom Inc. (2005-oggi)
Nel 2004 la Sanctuary Records (che precedentemente aveva acquisito il vecchio catalogo della Neat Records) pubblicò un'antologia Atomkraft. Con rinnovato interesse per la band, Tony riformò gli Atomkraft per alcune date live nel 2005 e un possibile nuovo album. La formazione del 2005 incluse Payre Hulkoff (dalla band industrial svedese Raubtier) alla chitarra e Steve Mason alla batteria. Tuttavia, questa formazione non rilasciò alcun nuovo materiale.
Gli Atomkraft non ebbero attività reali durante gli anni successivi, nonostante le costanti voci riguardo ad un possibile nuovo album. Infine, un EP contenente nuovo materiale uscì nel 2011 sull'etichetta underground austriaca W.A.R. Productions. Questo EP si chiamò Cold Sweat e conteneva tre brani inediti registrati in una session con membri della formazione del 2005 più una cover dei Thin Lizzy del famoso brano Cold Sweat, con il chitarrista australiano Joe Matera in assolo di chitarra.
Dopo l'uscita di Cold Sweat, Tony Dolan ha reclutato una nuova formazione e ha fatto una data a Londra con il moniker Atomkraft nel 2011, eseguendo brani classici e canzoni del nuovo EP. La formazione del 2011 ha incluso Kraen Maier e Rich Davenport sulle chitarre, oltre a Paul Caffrey (dei Gama Bomb) alla batteria.
Questa formazione degli Atomkraft (tranne Rich Davenport) ha eseguito l'album Future Warriors nella sua interezza a marzo 2014 alla seconda edizione del Brofest, un festival NWOBHM con sede a Newcastle upon Tyne. L'ex chitarrista dei Venom Jeff "Mantas" è apparso come ospite durante il concerto.
Nel 2010 ha fondato assieme agli ex compagni Mantas e Antton gli M-Pire of Evil, con i quali ha già pubblicato l'album Hell to the Holy.
Il nome della band è dovuto al primo album di Tony con i Venom, ossia Prime Evil, uscito nel 1988.
Nell'aprile 2015 gli M-pire of Evil si esibiscono al "Keep It True Festival", in Germania, presentandosi con il batterista della formazione originale dei Venom, Anthony "Abaddon" Bray, insieme al quale suonano cinque brani classici dei Venom. Successivamente la band riceve offerte per esibirsi in diversi festival e inizia a pensare al nome "Venom Incorporate Iron & Steel", ma dopo che fans e promoters affermano: "ma voi siete i Venom!", il gruppo cambia nome in "Venom Inc." e parte per delle date in Cina, Giappone, Taiwan, un intero tour Europeo e uno in Sud e Nord America.
L'11 agosto 2017 esce il primo album registrato dal trio sotto in nome Venom Inc. chiamato "Avé", sotto la Nuclear Blast. L'album, a dispetto del singolo Dein Fleisch, pubblicato un mese prima e che sembrava richiamare sonorità industrial di band come Rammstein, mostra un ritorno in grande stile da parte del trio Demolition Man/Mantas/Abaddon e viene ben accolto dai fan e dalla critica musicale.

In un'intervista per TrueMetal.it, riguardo alla scelta di Dein Fleisch come singolo Tony ha detto:

## Impegno nel cinema, altre attività e curiosità
Tra le sue influenze ci sono gruppi punk come Angelic Upstarts, The Ruts, The Buzzcocks, Sex Pistols, The Flys, The Dickies, Devo, Ian Dury and the Blockheads e gruppi rock e metal come Motörhead, Black Sabbath, Judas Priest, i primi AC/DC, i primi Iron Maiden, Rose Tattoo, Groundhogs ed Aerosmith e Kiss.
Iniziò a lavorare in teatro come tecnico e finì per occuparsi di un paio di spettacoli teatrali recitando, presenando in TV, sul palco e nell'industria cinematografica. Se non fa musica, recitazione o presentazione, lavora come tecnico del teatro nel backstage.
È un carpentiere e un tecnico di automazione addestrato. Ha lavorato per tante compagnie, dal National Ballet, alla Scottish Opera e all'English National Opera (ENO), così come alla Royal Shakespeare Company e poi anche con gruppi musicali, come Radiohead e Rammstein.
Ha presentato un'intera serie (circa 20) di DVD su album e gruppi classici per un'azienda, dai Beatles, Bad Company ai Nirvana, e includendo anche gruppi come Pink Floyd, Deep Purple, Cream e molti altri.
Iniziò a lavorare per diventare un assistente tecnico e si occupò delle macchine, curando diverse produzioni per un sacco di show, inclusi Queen e ogni genere di roba. Si trovò a lavorare con una compagnia di Shakespeare in India e non c'erano attori extra, quindi la truppa di recitazione era piccola, e c'era un assistente alla regia. Se qualcuno si fosse ammalato l'idea era che si sarebbero spostati tutti intorno ai ruoli e lui avrebbe preso una parte. Mentre stavano facendo uno spettacolo chiamato Comedy Love dietro le quinte e comunque a Nuova Delhi e qualcuno si ammalò. Il vicedirettore non era disponibile, era andato a Bombay per vedere Mother Theresa e il direttore di scena andò da Tony e gli disse: "Cazzo ci siamo ammalati, cosa faremo?" e rispose: "Non so forse possiamo trovare qualcuno a fare la parte.". Essendo un grande estimatore di Shakespeare, era solito essere coinvolto nel dramma in quel momento. Il regista gli disse: "Bene, abbiamo avuto un'idea. Sei sempre preso nella recitazione dello spettacolo, quindi conosci la commedia. Perché non vai avanti?" E lui era abbastanza incredulo perché era il maestro tecnico dello spettacolo, e alla fine disse "Sì, perché no?". Cosi Tony partì per un tour di 15 mesi divertendosi abbastanza e ricevendo numerosi ringraziamenti.
Alla fine del tour tornò a Londra dove ricevette una telefonata dal vicedirettore del teatro che gli disse: "Ho sentito quel che hai fatto, grazie mille. Ho una situazione simile ora, siamo a Londra e qualcuno è malato. Mi stavo chiedendo se c'è qualcuno che possa arrivare a coprire un ruolo per alcuni giorni." E così, Tony andò e fece il lavoro seguendo anche alcuni workshop per apprendere correttamente e dopo circa un mese uscì insieme a due agenti e con uno che poté portarlo avanti. Così un mese dopo si trovò nel cast di Dredd - La legge sono io con Sylvester Stallone e Armand Assante e dopo un altro mese ancora fu in uno show televisivo andando sempre più avanti.
Nel momento in cui ottenne una parte per Master & Commander - Sfida ai confini del mare, stava creando We Will Rock You, il musical sui Queen per un ragazzo di nome Roger Taylor e doveva essere uno dei principali tecnici su questo. Intanto ricevette una chiamata dal suo agente che gli chiese di far visita a Park Lane all'Hyde Park per incontrare un regista e un agente di casting, e così andò lì e ho incontrò Peter Weir scoprendo che stava lanciando un grosso film sul budget di Hollywood per la Twentieth Century Fox e pensò: "Bene cazzo, non lo otterrò mai." Era un po' fuori dalla sua portata, e così tornò al lavoro. Successivamente il suo agente gli chiese come fosse andata e Tony gli rispose: "Beh, è andata bene, ma voglio dire, cazzo, è come un vero e proprio grande film, non come ciò che ho fatto prima, frammenti, è come un vero film e un vero personaggio." E così, disse: "Non lo otterrò." Tre settimane dopo stava per firmare un contratto per fare We Will Rock You per i primi cinque anni, e il suo agente lo chiamò dicendogli: "Non firmare quel contratto, vogliono che tu vada in Messico il quindici giugno per cinque mesi a fare il film, vuole che tu sia il signor Lamb.".

A proposito di quest'esperienza Tony ha detto:

## Strumentazione

### Bassi
- Aria Pro II Cardinal Series CSB-380
- Aria Pro II SB-1000
- Ibanez Artist bass (finitura rossa, usato al concerto dei Venom al Marquee Club nel 1990)
- Overwater bass
- M-16 bass
- Infinity Perspex bass
- B.C.Rich Zombie bass clone
- Washburn (a cinque corde)
- Rickenbacker 4001
- LTD F-414FM

## Discografia

### Atomkraft
- 1985 - Future Warriors

### Venom
- 1989 - Prime Evil
- 1991 - Temples of Ice
- 1992 - The Waste Lands

### Mantas
- 2004 - Zero Tolerance

### M-Pire of Evil
- 2011 - Creatures of the Black (EP)
- 2012 - Hell to the Holy
- 2013 - Crucified
- 2013 - Demone (7')

### Venom Inc.
- 2017 - Avé

## Filmografia
- 1995 - Dredd - La legge sono io
- 1999 - Wild Wild Web
- 2003 - Master & Commander - Sfida ai confini del mare
- 2004 - Battlefield Britain
- 2004 - Strategia del terrore (Dirty War)
- 2005 - Rock Milestones: Pink Floyd's Wish You Were Here

## Doppiatori italiani
- Enzo Avolio in Master & Commander - Sfida ai confini del mare